# MG N-Type
La N-Type è un'autovettura prodotta dalla Morris Garages dal 1934 al 1936.
Il modello derivava dalla K-Type e dalla L-Type. Rispetto alle vetture progenitrici, la N-Type aveva un nuovo telaio che possedeva una struttura diversa da quella in voga all'epoca sui modelli contemporanei.
La N-Type venne prodotta in quattro serie, ognuna delle quali era contraddistinta da una sigla: NA, NB, ND, e NE.

## La NA
Il motore era l'ulteriore evoluzione del propulsore KD a sei cilindri in linea, e con distribuzione monoalbero, già utilizzato sulla K-type ed originariamente installato sulla Wolseley Hornet. Aveva una cilindrata di 1.271 cm³. Al motore montato sulla K-Type vennero modificati la testata ed il monoblocco. Il nuovo propulsore aveva installato un carburatore doppio corpo che permetteva un'erogazione di 56 CV di potenza a 5.500 giri al minuto. 
La trazione era posteriore, ed il moto era trasmesso alle ruote posteriori tramite un cambio a quattro rapporti non sincronizzati. Il modello aveva un passo di 2.439 mm ed una carreggiata di 1.143 mm. Le sospensioni, che erano a balestra semiellittica sulle quattro ruote, vennero ingrandite rispetto a quelle delle vetture precedenti. La NA venne prodotta dal 1934 al 1935 in due versioni, roadster due o quattro posti e coupé.
La carrozzeria era completamente nuova. Inoltre, era più alta rispetto a quella delle serie precedenti. Le portiere erano incernierate posteriormente. Il serbatoio del carburante che caratterizzata le vetture precedenti fu completamente rivisto. Della versione coupé ne vennero prodotti pochi esemplari. Alcuni esemplari con telaio nudo vennero consegnati a carrozzieri esterni per l'installazione del corpo vettura.

## La NB

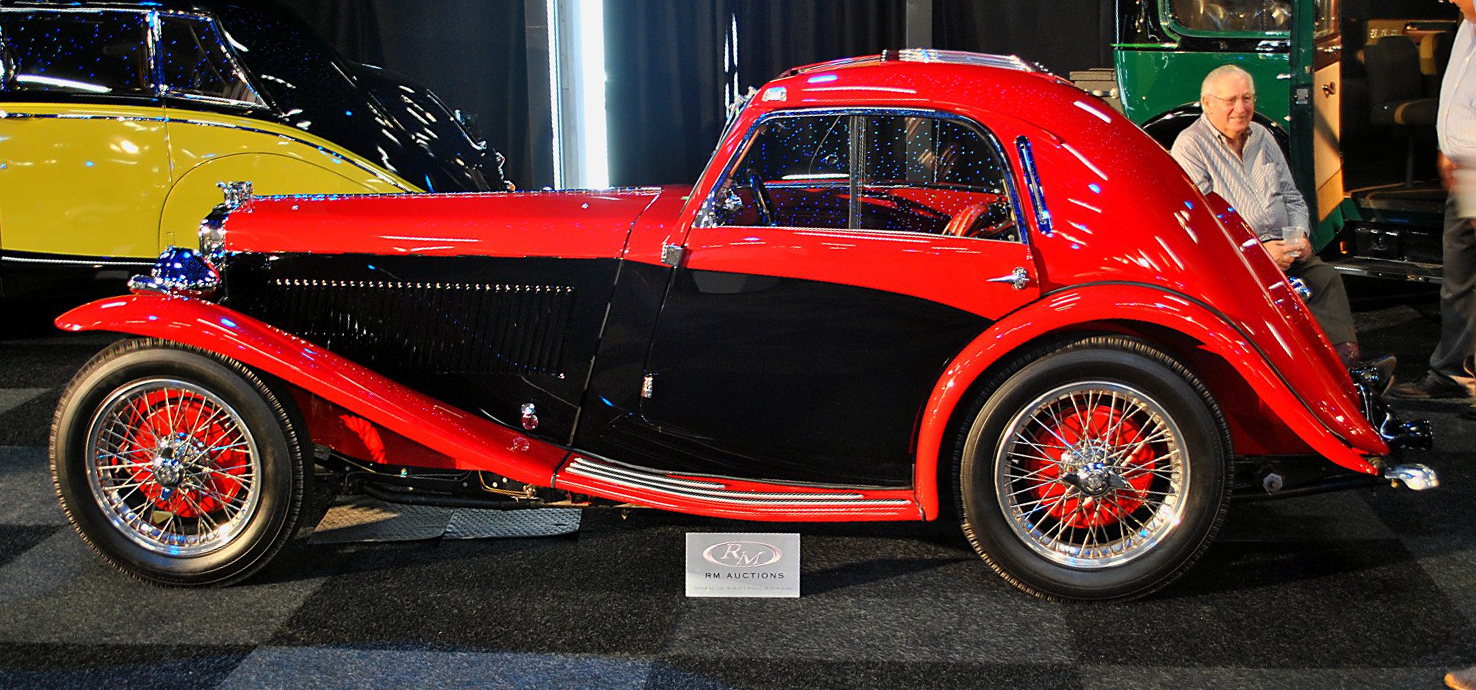
Una MG N-Type NB coupé

La NB, prodotta dal 1935 al 1936, possedeva una carrozzeria aggiornata. Vennero riviste la linea e la calandra. Le portiere ora erano incernierate anteriormente, e l'abitabilità interna venne migliorata. Fu aggiornato anche il quadro strumenti, con il tachimetro  ed il contagiri che ora avevano dei quadranti distinti. Il modello era ancora disponibile in versione roadster due o quattro posti e coupé. Il motore era il medesimo di quello della NA.

## La ND
La ND era un modello speciale basato sulle MG K2 rimaste invendute. Fu disponibile solo nel 1934 e ne vennero assemblati solo circa 40 esemplari. Fu offerto solo in versione roadster due o quattro porte. Il motore era identico a quello installato sulla NA e sulla NB.

## La NE
La NE era la versione da competizione della N-Type. È stata costruita per partecipare al Tourist Trophy del 1934, che conquistò. La NE era disponibile in versione a due posti e venne prodotta in 7 esemplari. Il motore era la versione potenziata di quelli installati sulle altre serie, ed erogava 68 CV a 6.500 giri al minuto. Nel 1935, a tre esemplari, venne installata la carrozzeria della P-Type. Queste tre vetture formarono il team Musketeer, che ebbe successo in molte gare dell'epoca.